# 郡山コミュニティ放送
株式会社郡山コミュニティ放送（こおりやまコミュニティほうそう）は、福島県郡山市の一部地域を放送区域として超短波放送（FM放送）をする特定地上基幹放送事業者である。
KOCOラジ（ココラジ）の愛称でコミュニティ放送をしている。

## 概要
2010年（平成22年）開局。愛称のKOCOラジは、KORIYAMA COMMUNITY RADIOの略。
放送エリアは「10km圏内は建物の中で聴取可能、20km圏内はカーラジオで聴取可能」としている。
毎日7:00 - 23:00まで、本社の2つのスタジオを交互使用して生放送番組を送出している。また自社制作番組を放送しない時間帯はJ-WAVEを再送信している。

## 沿革
- 2008年（平成20年）6月 - 郡山市にコミュニティ放送局を作る会結成。
- 2010年（平成22年）
  - 1月12日 - 株式会社郡山コミュニティ放送設立。
  - 10月20日 - 放送局（現特定地上基幹放送局）の予備免許取得。
  - 11月30日 - 放送局の免許取得。
  - 12月1日 - 開局。
- 2011年（平成23年）
  - 3月 - 東日本大震災による非常体制で特別放送を実施。
  - 6月21日 - SimulRadioを通じ、自社製作番組に限りインターネット聴取が可能となった。
- 2013年（平成25年）7月16日 - ListenRadioを通じ、インターネット聴取が可能となった。

## 自局制作番組
2015年（平成27年）7月現在。
- あさココ（毎日 7:00 - 10:00）
- ココなび（毎日 10:00 - 12:00）
- ひるココ（月 - 土曜 12:00 - 14:00、日曜 12:00 - 13:00）
- ごごココフライデー（金曜 14:00 - 16:00）
- ゆうココ（月 - 金曜・日曜 17:00 - 20:00）
- よるココ（月曜 - 水曜・金曜 20:00 - 23:00、木曜・最終土曜 20:00 - 22:00）

## 過去の自局制作番組
- ココ オン ザ レディオ
- サタデーサテライト
- DOMMUNE FUKUSHIMA! - プロジェクトFUKUSHIMA!の一環として、福島県から情報発信をするために開局された。
- ほしゆきえ朗読の世界